# Joseph Menter

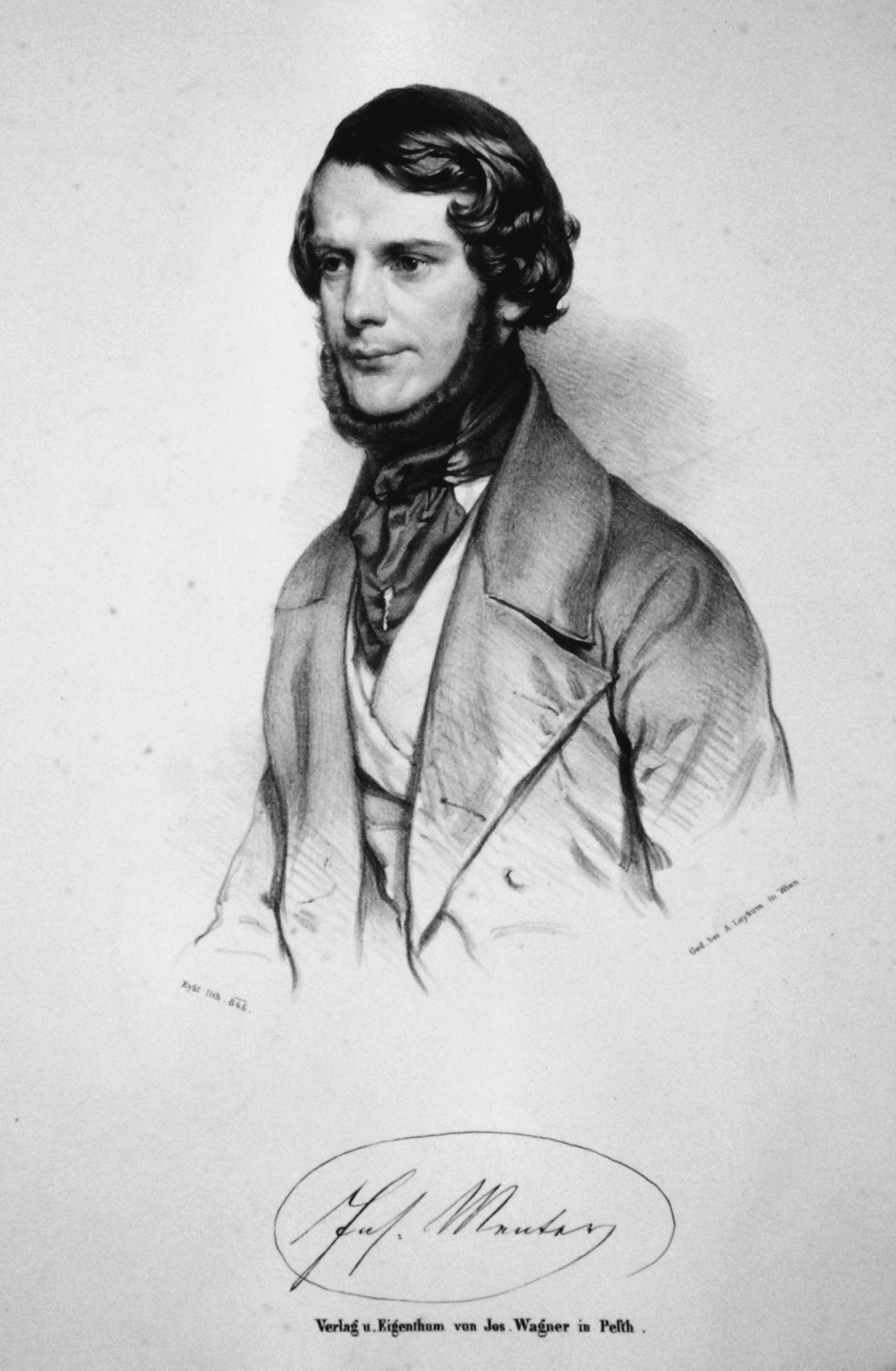
Joseph Menter. Lithographie von Franz Eybl, 1845

Joseph Menter (* 17. Januar 1808 in Deutenkofen bei Landshut, Bayern; † 18. April 1856 in München) war ein deutscher Violoncellist und Musikpädagoge.

## Leben
Joseph Menter erhielt seine Ausbildung in München bei Philipp Moralt. Wie viele seiner Kollegen spielte er zunächst Violine, um dann auf das Violoncello umzusteigen. 1825 hatte er seinen ersten Auftritt in einem Konzert der Musikalischen Akademie in München. Kurz nach Vollendung seines 21. Lebensjahres erhielt Menter eine Anstellung im Hohenzollerischen Orchester in Hechingen. 1833 wurde er nach München berufen, nachdem er im Oktober 1832 als Gast in zwei Konzerten der Musikalischen Akademie mit großem Erfolg aufgetreten war und im Dezember sogar ein eigenes Konzert mit dem Hoforchester veranstaltet hatte.
Joseph Menter wurde ab 1839 international bekannt durch seine Konzertreisen nach Österreich, Holland, Belgien und England. Ab November 1848 wirkte er als Lehrer für Violoncello an dem zwei Jahre vorher gegründeten Konservatorium. Da er häufig in den Konzerten der „Musikalischen Akademie“ als Solist und als Kammermusiker mit verschiedenen Partnern auftrat, entwickelte er sich zu einer bekannten Persönlichkeit des Münchener Musiklebens. Seine Kompositionen für das Cello, von denen einige erst nach seinem Tode veröffentlicht wurden, hatten nur geringen Erfolg, da sie nur als technisch, aber nicht musikalisch anspruchsvoll eingeschätzt wurden. Er ist der Vater der bekannten Pianistin Sophie Menter (1846–1918).

## Schüler
- Georg Goltermann
- Josef Werner
- Ferdinand Buchler
- Valentin Müller